# Francesco da Barberino
Francesco da Barberino (Barberino Val d'Elsa, 1264 - Florència, 1348) va ser un notari i poeta italià. Amic de Dante Alighieri i de Giotto, és recordat per les obres: Documenti d'Amore i Reggimento e costumi delle Donne, que es van fer populars en el seu temps. La primera va inspirar l'obra "De Amore" d'Andrea Cappellano. El seu epitafi va ser compost per Boccaccio, quan va morir víctima de la pesta.

## Biografia
Barberino va néixer a la vall d'Elsa el 1264, va haver d'exiliar-se de Florència el 1304 per pertànyer al bàndol gibel·lí. Va viatjar pel nord d'Itàlia i per França, oferint els seus serveis notarials a eminents personalitats, com als reis de França Felip IV i Lluís X a Navarra. En 1314-15 va retornar definitivament a Florència, on va portar una vida tranquil·la dedicada a la seva notaria i a la seva família. La tradició assenyala a Francesco da Barberino com un dels principals protagonistes del discutit moviment iniciàtic dels "Fedeli d'amore" (Fidels d'amor), en el que hi van prendre part Dante Alighieri i Cecco d'Ascoli, entre altres literats de l'època.
En el 1327 va ser un dels sis jutges que va condemnar a la foguera al poeta i científic Cecco d'Ascoli. Va morir el 1348, possiblement víctima de l'epidèmia de pesta d'aquell any.

## Obra literària

### "Documenti d'Amore"
És particularment conegut per la seva obra "I Documenti d'Amore" (Els Documents d'Amor), composta probablement entre el 1309 i el 1313, que representa un dels més extraordinaris testimoniatges artístics i enciclopèdics del duecento i del trecento italià. Constitueix una de les primeres referències sobre la Divina Comedìa (encara que es refereix solament a l'Infern i probablement també al Purgatori). L'obra compta amb 27 miniatures que il·lustren i integren els continguts. Encara que amb alguns errors d'impressió, es conserva un original autògraf amb miniatures (Biblioteca Vaticana, Barb. Lat. 4076), i un segon exemplar sense el comentari llatí i amb dibuixos enlloc de miniatures (Bibl. Vat., Barb. Lat. 4077). L'obra està subdividida seguint tres diferents nivells d'ús: 
- El primer nivell està constituït pels versos en llengua vulgar (7024 versos).
- En el segon nivell està representada la paràfrasi llatina dels versos vulgars.
- El tercer nivell està constituït pel comentari en llatí (glosses) als versos vulgars. Aquesta tercera part pot ser llegida com un text en si mateix, atès que comenta els versos vulgars, però a més a més té inserides llargues disquisicions sobre el saber (tant científic com a literari), dissertant sobre els costums de la seva època, i inclou retrats dels personatges del món de la política i de les lletres.

### "Reggimento i costumi di donna"
Composta entre 1318 i 1320, aquesta obra és un tractat mèdic sobre la cura maternal dels fills, amb la finalitat d'evitar-los malformacions físiques i problemes de caràcter, enquadrat en el model dels ensenhamens provençals.

## La navegació en els Documenti d'Amore
En la setena part dels Documenti (Settima parte: Sotto Prudenza) i en el document novè (Documento nono) hi ha recollida una terminologia nàutica molt rica. Més de setanta termes.(Nota: En l'edició de l'obra indicada a les referències el text nàutic és entre les pàgines 255 i 277). En alguns casos la referència de Barberino és la que dona més informació sobre el tema. Per exemple, en el cas de la vela “lupo” indica que era de color negre.

El Contra-almirall Luiggi Fincati va reproduir el document nàutic de Barberino amb alguns comentaris.
Una llista dels termes indicats és la següent (n'hi ha 73):

Acciarolo, agocchie, ancore, anore, antenna, arbore grande, arbore minore, argana, arlogio, bandiera, batello, botta, calafai, calamita, calar, canapi comuni, canavaccio, carco, cipolle, comito, compasso, corsa, funi, fustagno, gaggiero, galea, galeotti, gondola, legno, lupo, manti, marangoni, mezane, nave, nocchiero, nochier, orce, orciero, orcipoggia, oste, padron, palombaro, parpaglione, pedote, pedotta, poggia, popa, poppesi, porto, portolatti, proda, prodani, prodieri, quadernale, quinal, rea, remi, rizare, sarti, scandagli, senal, sentina, sostaro, temonieri, tempesta, ternales, terzaruoli, timoni, vela bianca, vela no é rea, vele grandi, veloni, vogare.
| Text de Barberino | Italià actual (en singular) | Català (mot equivalent o relacionat)       |
| ----------------- | --------------------------- | ------------------------------------------ |
| ancore            | ancora                      | àncora                                     |
| arbore            | arbore                      | arbre, màstil, pal                         |
| argana            | argana                      | argue                                      |
| arlogio           | clessidra                   | ampolleta nàutica                          |
| calafai           | calafato                    | calafat, (calafatar)                       |
| calamita          | calamita, compasso          | caramida, brúixola, compàs nàutic          |
| calar             | ?                           | calar, arriar veles                        |
| comito            | cómito                      | còmit                                      |
| compasso          | carta nàutica; compasso     | carta nàutica; sestes, compàs de puntes    |
| lupo              | lupo                        | llop (vela de proa en una galera)          |
| mezane            | mezzana                     | mitjana (arbre de mitjana, vela de mitjana |

## Edicions
- Francesco da Barberino (2008). Francesco da Barberino. Marco Albertazzi//La Finestra editrice. I Documenti d'Amore (I-II Lavis). 2 (2011), 2008.
- Francesco da Barberino (1995). Francesco da Barberino. Giuseppe Sansone//Zauli. Reggimento e costumi di donna, 1995.